# Lussant
Lussant là một xã trong tỉnh Charente-Maritime trong vùng Nouvelle-Aquitaine tây nam nước Pháp. Xã này nằm ở khu vực có độ cao từ 1-28 mét trên mực nước biển.
Sông Boutonne tạo thành phần lớn ranh giới phía nam thị trấn.